# Presněnský rajón

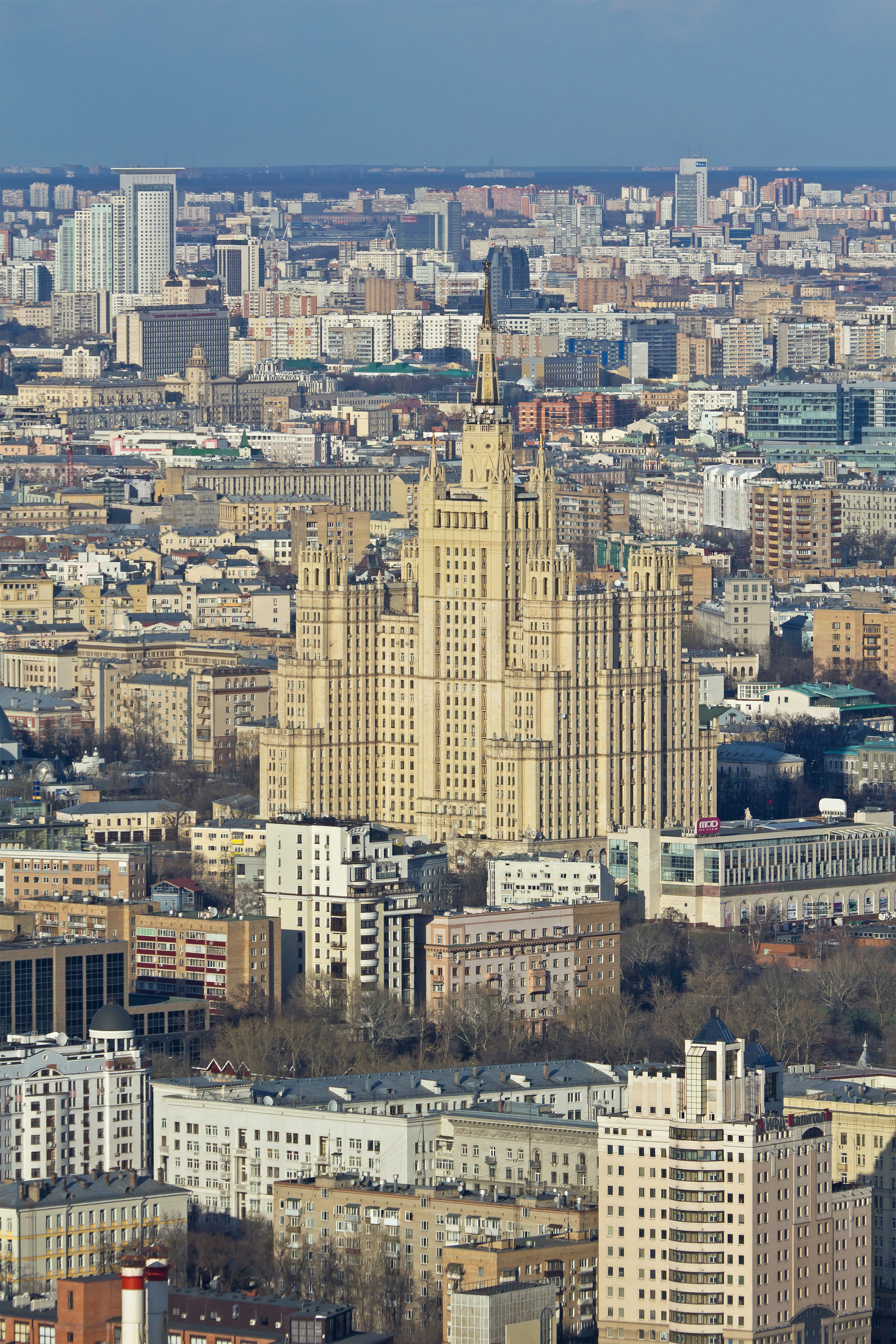
Pohled na Presňu z vyhlídkové věže Imperial Tower

Presněnský rajón (rusky Пре́сненский райо́н), zkráceně Presňa, je část ruského hlavního města Moskvy. Nachází se v Centrálním administrativním okruhu, na severozápad od Rudého náměstí, prochází jí Sadovoje kolco. Podle sčítání z roku 2010 v rajónu žije 116 200 obyvatel. Jmenuje se podle říčky Presni, přítoku Moskvy, jehož tok je dnes celý sveden do podzemí. Původně zde byla obec Voskresenskoje, kolem níž vedla důležitá obchodní cesta do Novgorodu. Byla známá také početným gruzínským a arménským osídlením. Od konce 18. století se oblast stala významnou průmyslovou čtvrtí Moskvy, zejména díky Trechgorské textilce a Gračevově strojírenskému závodu. Bylo zde silné dělnické hnutí, které se projevilo intenzivními boji v roce 1905. Proto získala čtvrť za komunistického režimu pojmenování Krasnaja Presňa. V průběhu 20. století Presňa získala městský charakter, vyrostlo zde množství moderních výškových budov, od roku 1992 vzniká v jižní části podél řeky Moskvy finanční centrum Moskva-Siti. Bourání historických budov kvůli stavbě mrakodrapů vede k častým protestům místních obyvatel.

## Významná místa
- Moskevská zoologická zahrada
- Bílý dům, sídlo vlády Ruské federace
- Obytný dům na Kudrinském náměstí, ukázka socrealistické architektury
- Kolektivní dům pro zaměstnance ministerstva financí, unikátní stavba z roku 1930 v havarijním stavu[5]
- Zotovova pekárna, památkově chráněný objekt, poničený požárem v roce 2007
- Divadlo u Nikitských vrat
- Moskevská státní konzervatoř
- Timirjazevovo státní biologické muzeum
- Krasnopresněnský park
- Patriarší rybníky
- chrám Nanebevzetí u Nikitských vrat
- arménský Vagankovský hřbitov s chrámem Vzkříšení Krista

Na ulici Julia Fučíka sídlí Velvyslanectví České republiky v Rusku.
Hraje zde fotbalový klub FK Presňa, v letech 1992 až 1993 pod názvem FK Asmaral účastník nejvyšší soutěže.